# 逍遥
逍遙，中国先秦时期道家思想术语。出自《莊子·逍遙游》，指个体精神解放的最高层次，即无矛盾地生存于世界之中。达到这种境界的方法是齐物。亦用来比喻自由自在的樣子。
逍即銷：《莊子·銷遊註》宋朝黃幾復云：逍者，消也。如陽動冰消，雖耗也，不竭其本。如舟行水搖，雖動也不傷其內。
除了道家，更早的《诗经》也有“逍遥”一詞：
- 《诗经·郑风·清人》：“清人在彭，驷介旁旁。二矛重英，河上乎翱翔。清人在消，驷介麃麃。二矛重乔，河上乎逍遥。清人在轴，驷介陶陶。左旋右抽，中军作好。”清邑的人在流水的河上推动驷马车的描述。消：消逝中的河水。